# 今和泉村
今和泉村（いまいずみむら）は鹿児島県薩摩半島の南部、揖宿郡に属していた村。
1889年に町村制の施行に伴い今和泉郷の区域より発足し、1948年に大字利永の区域が利永村（のちに山川町、開聞町に分割編入）として分立し、1954年には揖宿郡指宿町と新設合併し指宿市となり、自治体としては消滅した。

## 地理
鹿児島県本土の南部に位置していた村であり、町村制施行時（1889年）時点の村域は江戸期の今和泉郷の区域と一致する。村域内には池田湖が所在しており、北部は鹿児島湾に面している。
村役場は大字岩本に設置されており、村役場の周辺を指宿線（当時）の薩摩今和泉駅や二級国道226号が通り、鹿児島方面や指宿方面との交通の要所となっていた。

### 湖沼
- 池田湖（開聞村との境界上）

## 大字
今和泉村は今和泉郷に属していた5村の区域より成立しており、江戸期の村は町村制が施行されたのに伴い、大字となっている。町村制施行時には岩本、小牧、新西方、池田、利永の5大字から構成されていた。1948年（昭和23年）に大字利永の区域が利永村として分割され、今和泉村の大字数は4となった。1954年（昭和29年）に今和泉村は指宿町と新設合併し、指宿市となり今和泉村に属していた大字は字域及び名称は変更されずそのまま指宿市の大字となった。
町村制施行時の今和泉村は現在の指宿市岩本、小牧、新西方、池田、山川利永、開聞上野の区域にあたり、山川利永及び開聞上野の区域は利永村分立時の大字利永の区域にあたる（詳細は各大字記事を参照）。

## 歴史

### 今和泉郷の成立と近世
島津吉貴の末子である島津忠卿が応永24年に川辺城の戦いで和泉家5代当主直久が戦死して以来断絶していた和泉家を継ぎ、今和泉島津家と称した。
その際、今和泉島津家は延享元年に指宿郷岩本村、小牧村及び西方村から分割された新西方村、頴娃郷池田村及び仙田村から分割された利永村の区域より編成された今和泉郷を領することとなり、忠卿は一所持に列せられ、後に佐多、伊佐、串良に持切在を有した。
領主仮屋は岩本の現在の指宿市立今和泉小学校が所在している場所に置かれ領主仮屋付近には麓や野町が形成された。

### 町村制施行と近代
1889年（明治22年）に町村制が施行され、それまでの今和泉郷の区域より今和泉村が成立し、村役場は岩本に置かれた。
村内ではタバコの生産が行われており、品種は指宿葉が栽培されていた。1903年（明治36年）に今和泉村煙草耕作組合が設立され、盛んに生産が行われていたが、黄色種が多く輸入されるようになり村内での煙草の生産は大幅に減少した。
1934年（昭和9年）に指宿線（現在の指宿枕崎線）が開通し村内には薩摩今和泉駅が設置された。1946年（昭和21年）には岩本、小牧、新西方、池田に出張所が設置され、中心部から遠くに位置する利永には支所が設置された。

### 利永村の分立
村の南端部に位置していた大字利永は中心部より遠くに位置しており、村役場の支所が設置されるなど、独立の地位にあり古くより分村が検討されてきたが、分村したとしても小規模な村になってしまうことから鹿児島県や今和泉村は好ましくないとして慰留してきたが、1948年（昭和23年）に分村が村議会、県議会で議決され、同年9月1日に今和泉村のうち大字利永村の区域が分割され利永村が成立した。
その後利永村は1955年（昭和30年）に上野地区が開聞町に編入され開聞町上野（現在の指宿市開聞上野）となり、残部が山川町に編入され、山川町利永（現在の指宿市山川利永）となった。

### 指宿町との合併
今和泉村の区域の大半は延享元年までは指宿郷のうち（池田村は頴娃郷のうち）であり、指宿町と今和泉村は同一の生活経済圏内となっており、言語や風習などが同一であることから、以前より合併が計画されており、1951年（昭和26年）には「薩南市実施期成同盟」が結成されたことにより本格的な検討が行われ、1954年（昭和29年）4月1日に指宿町と新設合併し、指宿市の一部となり自治体としては消滅した。また、それまでの今和泉村役場は指宿市役所今和泉支所となった。

### 沿革
- 1889年（明治22年）4月1日 - 町村制が施行されたのに伴い、それまでの今和泉郷（外城）の区域より今和泉村が成立。
- 1948年（昭和23年）9月1日 - 大字利永の区域が利永村として分離。
- 1954年（昭和29年）4月1日 - 指宿町と今和泉村が新設合併し指宿市が成立し自治体としての今和泉村は消滅した。

変遷表
| 1889年以前      | 1889-1900       | 1900-1920       | 1920-1940                | 1940-1950                | 1950-1955                | 1955-1960                 | 1960-1980                 | 1980-2006                 | 現在（2012年）           |
| --------------- | --------------- | --------------- | ------------------------ | ------------------------ | ------------------------ | ------------------------- | ------------------------- | ------------------------- | ------------------------ |
| 揖宿郡 指宿郷   | 揖宿郡 指宿村   | 揖宿郡 指宿村   | 1933年5月1日 町制 指宿町 | 1933年5月1日 町制 指宿町 | 1954年4月1日 新設 指宿市 | 1954年4月1日 新設 指宿市  | 1954年4月1日 新設 指宿市  | 1954年4月1日 新設 指宿市  | 2006年1月1日 新設 指宿市 |
| 揖宿郡 今和泉郷 | 揖宿郡 今和泉村 | 揖宿郡 今和泉村 | 揖宿郡 今和泉村          | 今和泉村                 | 1954年4月1日 新設 指宿市 | 1954年4月1日 新設 指宿市  | 1954年4月1日 新設 指宿市  | 1954年4月1日 新設 指宿市  | 2006年1月1日 新設 指宿市 |
| 揖宿郡 今和泉郷 | 揖宿郡 今和泉村 | 揖宿郡 今和泉村 | 揖宿郡 今和泉村          | 1948年9月1日 分立 利永村 | 1948年9月1日 分立 利永村 | 1955年4月1日 山川町に編入 | 1955年4月1日 山川町に編入 | 1955年4月1日 山川町に編入 | 2006年1月1日 新設 指宿市 |
| 揖宿郡 今和泉郷 | 揖宿郡 今和泉村 | 揖宿郡 今和泉村 | 揖宿郡 今和泉村          | 1948年9月1日 分立 利永村 | 1948年9月1日 分立 利永村 | 1955年4月1日 開聞町に編入 |                           |                           | 2006年1月1日 新設 指宿市 |

## 行政
- 村長：西良啓（1951年4月 - 1954年3月31日）

### 歴代村長
町村制施行以後の村長を以下に記載する。表記は『指宿市誌』368頁に基づく。
| 代         | 氏名     | 就任期間                |
| ---------- | -------- | ----------------------- |
| 初代村長   | 詫摩治亮 | 1889年6月 - 1894年4月   |
| 二代村長   | 鎌田政武 | 1894年4月 - 1894年6月   |
| 三代村長   | 詫摩治亮 | 1894年6月 - 1896年9月   |
| 四代村長   | 佐藤信武 | 1896年9月 - 1897年10月  |
| 五代村長   | 宅間道心 | 1897年10月 - 1913年1月  |
| 六代村長   | 仁禮智   | 1913年1月 - 1914年11月  |
| 七代村長   | 邉見逸彦 | 1914年11月 - 1942年12月 |
| 八代村長   | 吉田透雄 | 1943年3月 - 1943年9月   |
| 九代村長   | 澤山四郎 | 1944年11月 - 1946年12月 |
| 十代村長   | 浜田虎熊 | 1947年4月 - 1951年3月   |
| 十一代村長 | 西良啓   | 1951年4月 - 1954年3月   |

### 支所・出張所
支所
- 利永支所（1948年9月1日閉鎖）

出張所
- 小牧出張所
- 岩本出張所
- 新西方出張所
- 池田出張所

## 地域

### 教育
高等学校
- 今和泉村立今和泉高等学校（後の指宿市立指宿商業高等学校）

中学校
- 今和泉中学校（岩本[10]）
- 池田中学校（池田）
  - 上記2校は合併後の1965年（昭和40年）に統合され、指宿市立西指宿中学校となっている。

小学校
- 今和泉小学校（岩本）
- 今和泉小学校小牧分校（小牧）
  - 1950年（昭和25年）に小牧分校として設置され、1968年（昭和43年）に本校に統合され閉校[11]。
- 池田小学校（池田）

### 郵便局
- 今和泉郵便局
- 池田郵便局

### 官公庁
- 農林省鹿児島食糧事務所今和泉出張所

## 交通

### 鉄道
日本国有鉄道指宿線
- 薩摩今和泉駅

### 道路
国道
- 二級国道226号枕崎指宿鹿児島線